# Parque nacional de Daisen-Oki
El parque nacional Daisen-Oki (大山隠岐国立公園, Daisen Oki Kokuritsu Kōen) es un parque nacional en la región de Chūgoku, Honshū, Japón, y abarca las prefecturas de Okayama, Shimane y Tottori. El monte Daisen es el centro del parque, que también incluye las montañas y llanuras volcánicas de Hiruzen, el monte Kenashi, el monte Sanbe y el monte Hōbutsu. La región de la llanura de Izumo del parque alberga el santuario sintoísta más antiguo de Japón, el Izumo-taisha.[1] Las islas Oki también son un componente importante del parque. El parque se estableció en 1936 como parque nacional de Daisen (大山国立公園, Daisen Oki Kokuritsu Kōen), pero se amplió y cambió de nombre en 1961 para incluir las zonas de las islas Oki y la prefectura de Shimane.